# Ganoderma impolitum
Ganoderma impolitum är en svampart som beskrevs av Corner 1983. Ganoderma impolitum ingår i släktet Ganoderma och familjen Ganodermataceae.   Inga underarter finns listade i Catalogue of Life.